# Neohexostoma euthynni
Neohexostoma euthynni är en plattmaskart. Neohexostoma euthynni ingår i släktet Neohexostoma och familjen Hexostomatidae. Inga underarter finns listade i Catalogue of Life.